# شهریاران‌بد
شهریاران‌بد یکی از فرماندهان نظامی ایرانی و مرزبان ارمنستان ساسانی بود. او پس از سنباد باگراتونی چهارم و پیش از پارشنازداد این مقام را بر عهده داشت.